# Bahnhof Chūō-Rinkan
Der Bahnhof Chūō-Rinkan (jap. 中央林間駅, Chūō-Rinkan-eki) ist ein Bahnhof auf der japanischen Insel Honshū, der gemeinsam von den Bahngesellschaften Odakyū Dentetsu und Tōkyū Dentetsu betrieben wird. Der bedeutende Verkehrsknotenpunkt befindet sich in der Präfektur Kanagawa auf dem Gebiet der Stadt Yamato.

## Verbindungen
Chūō-Rinkan ist ein Kreuzungsbahnhof, an dem sich zwei Linien auf unterschiedlichen Ebenen kreuzen. Die Odakyū Enoshima-Linie der Bahngesellschaft Odakyū Dentetsu trifft dabei auf die Den’entoshi-Linie der Tōkyū Dentetsu. Vom Verkehrsaufkommen her haben beide ungefähr die gleiche Bedeutung. Auf der Enoshima-Linie halten hier sämtliche Eilzüge der Zuggattungen Express und Rapid Express, die ab Shinjuku im Zentrum Tokios verkehren und zusammen einen angenäherten 20-Minuten-Takt bilden. An Werktagen ist Fujisawa die Endstation, an Wochenenden und Feiertagen fahren fast alle Eilzüge weiter bis nach Katase-Enoshima. Die Nahverkehrszüge fahren im Zehn-Minuten-Takt und sind überwiegend auf die Verbindung zwischen Sagami-Ōno und Katase-Enoshima beschränkt (die nördliche Endstation einzelner Züge ist Machida).
Auf der Den’entoshi-Linie, deren westliche Endstation Chūō-Rinkan ist, fahren tagsüber jede Stunde 10 bis 14 Züge, während der Hauptverkehrszeit 15 bis 17. Es gibt drei Zuggattungen, die Eilzüge Express und Semi Express sowie Nahverkehrszüge mit Halt an allen Bahnhöfen. Fast alle auf der Den’entoshi-Linie verkehrenden Züge werden in Shibuya von und zu der Hanzōmon-Linie der U-Bahn Tokio durchgebunden. Dabei gelangt Rollmaterial von Tōkyū Dentetsu, Tōkyō Metro und Tōbu Tetsudō zum Einsatz. In Oshiage, dem anderen Ende der Hanzōmon-Linie, werden etwa die Hälfte aller Züge auf das Streckennetz der Tōbu Tetsudō weitergeleitet. Beim Bahnhof halten drei Linien des Stadtbusbetriebs Yamato.

## Anlage
Der Turmbahnhof steht im Zentrum des gleichnamigen Stadtteils. Von Norden nach Süden ausgerichtet ist der oberirdische Durchgangsbahnhof der Enoshima-Linie. Er besitzt zwei Gleise an zwei vollständig überdachten Seitenbahnsteigen, die durch eine gedeckte Überführung miteinander verbunden sind. Das größere Empfangsgebäude am nördlichen Ende des westlichen Bahnsteigs führt zu einem kleinen Vorplatz. Vom südlichen Empfangsgebäude am östlichen Bahnsteig gelangt man zum benachbarten Kopfbahnhof der Den’entoshi-Linie, dessen Erdgeschoss als Verteilerebene dient. Das zweite Stockwerk enthält Restaurants und Läden. Im Untergeschoss befinden sich zwei stumpf endende, von Westen nach Osten ausgerichtete Gleise an einem Mittelbahnsteig.
Im Fiskaljahr 2019 nutzten durchschnittlich 206.208 Fahrgäste täglich den Bahnhof. Davon entfielen 107.086 auf die Tōkyū Dentetsu und 99.122 auf die Odakyū Dentetsu.

## Bilder

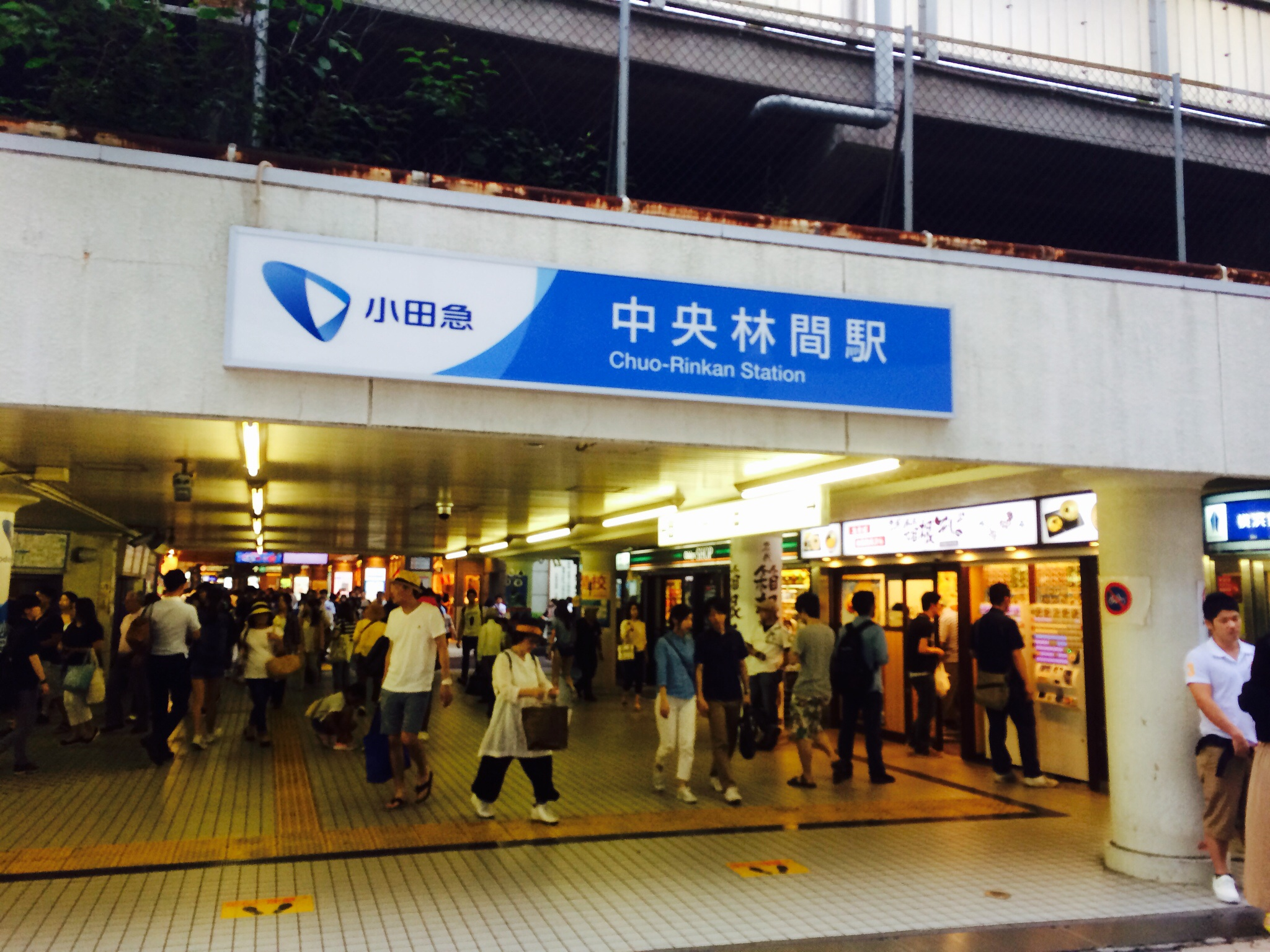
Bahnhof der Odakyū Dentetsu
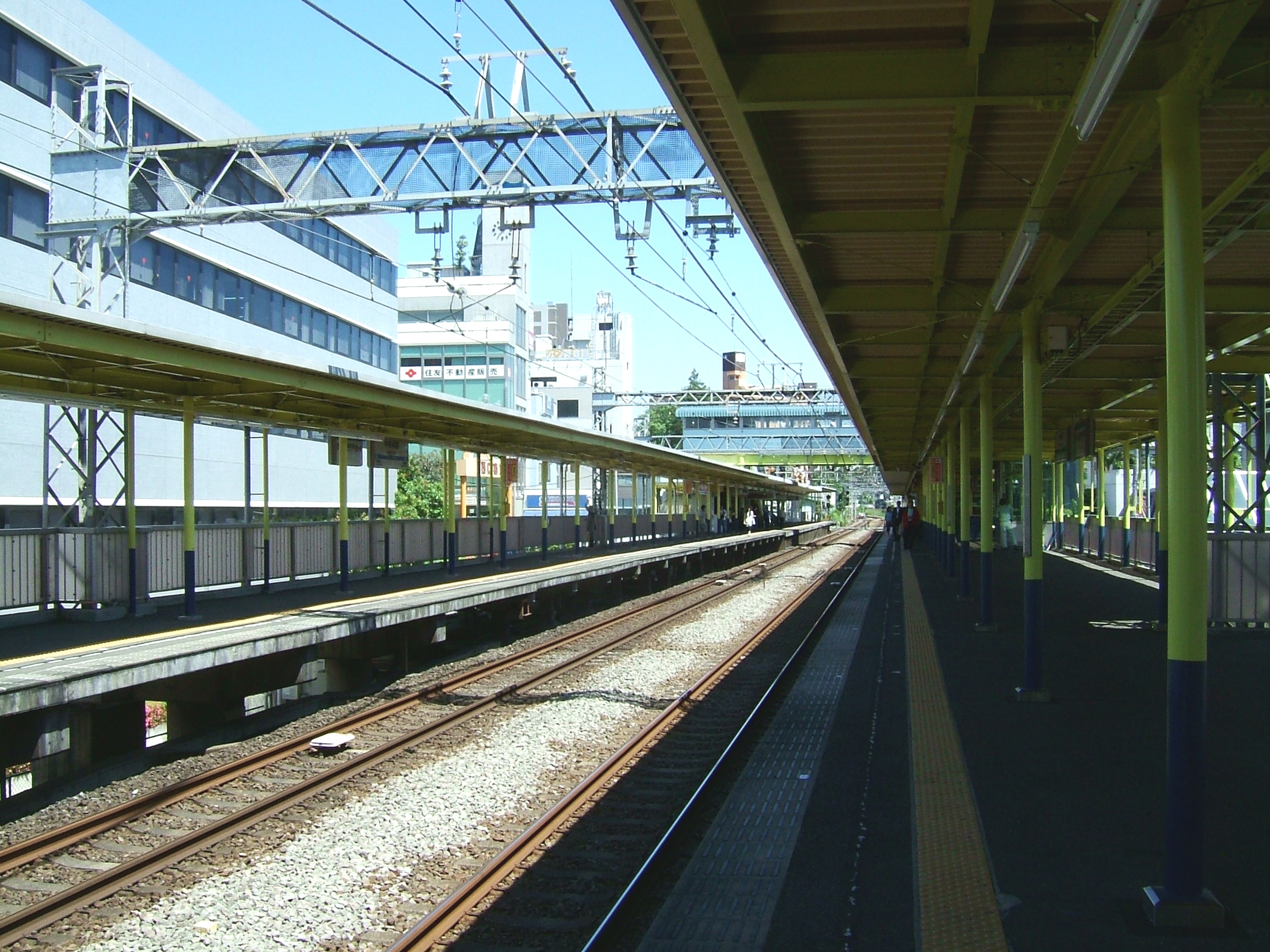
Bahnsteige der Enoshima-Linie
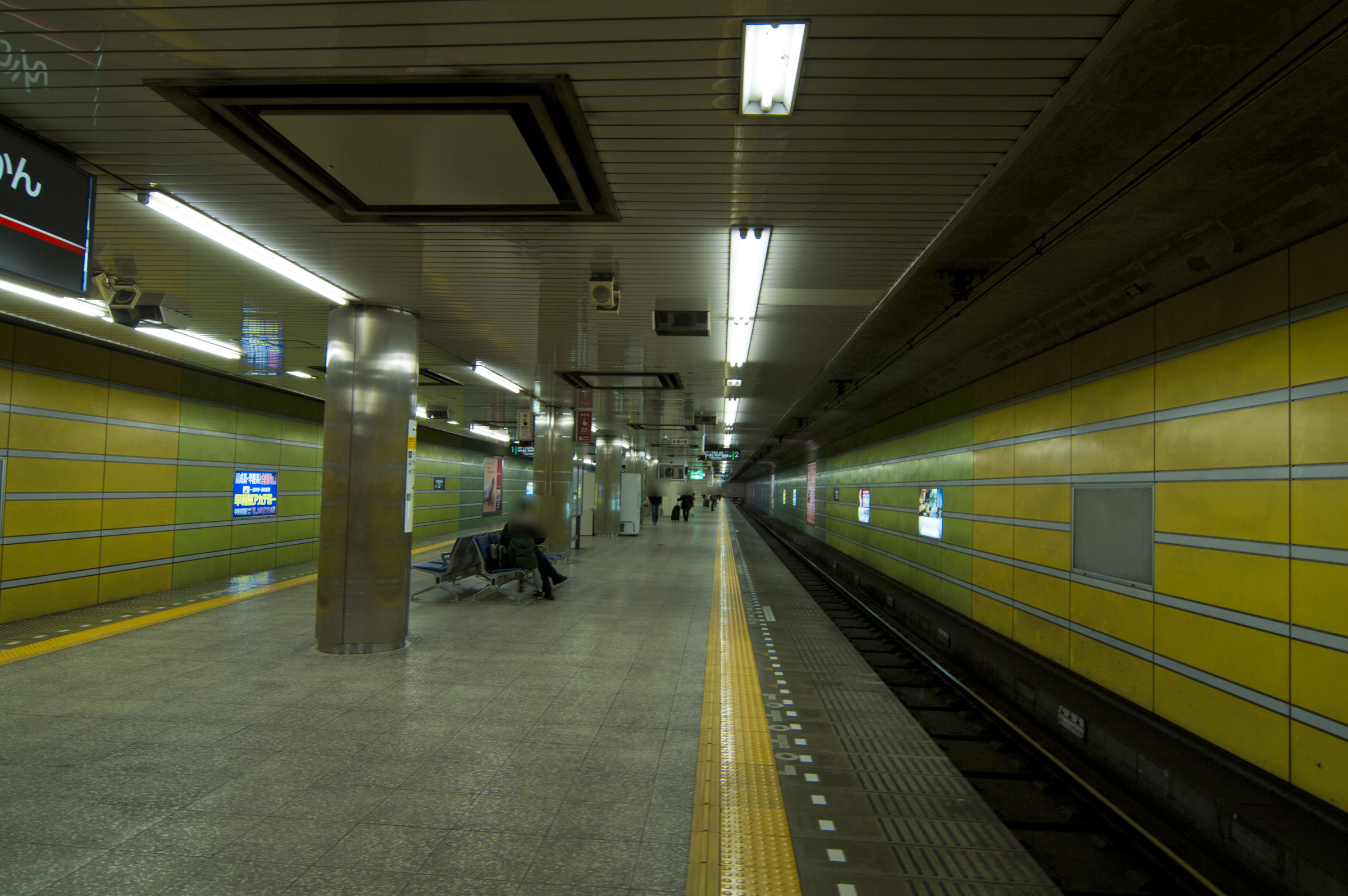
Bahnsteig der Den’entoshi-Linie
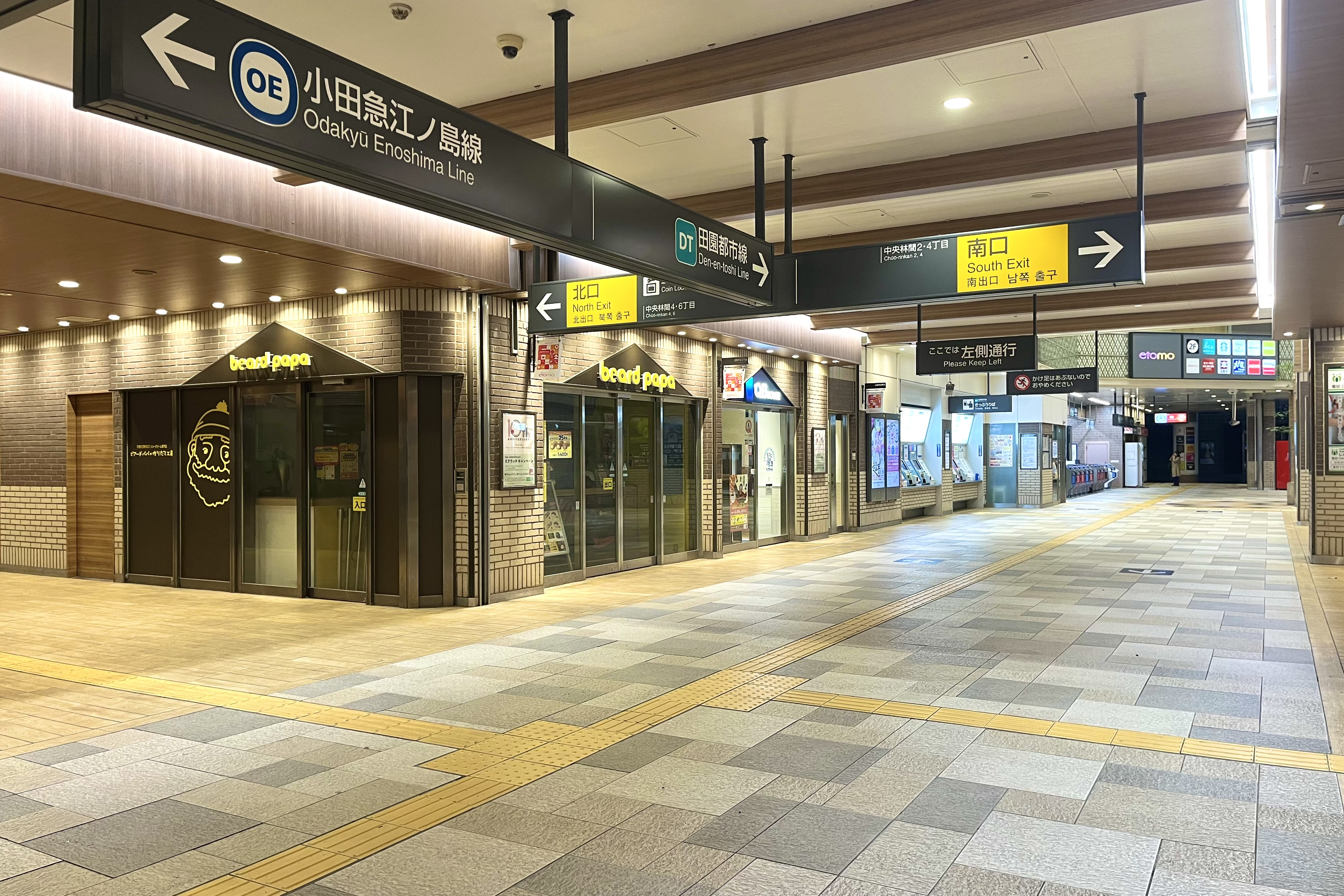
Verbindungsgang zum Bahnhof Chūō-Rinkan

## Gleise
Odakyū Dentetsu
| 1 | ▉ Odakyū Enoshima-Linie | Fujisawa • Katase-Enoshima                             |
| 2 | ▉ Odakyū Odawara-Linie  | Sagami-Ōno • Shin-Yurigaoka • Yoyogi-Uehara • Shinjuku |

Tōkyū Dentetsu
| 1/2 | ▉ Den’entoshi-Linie | Nagatsuta • Mizonokuchi • Shibuya • Oshiage |

## Linien
| Verlauf der Odakyū Enoshima-Linie |
| --- |
| Sagami-Ōno • Higashi-Rinkan • Chūō-Rinkan • Minami-Rinkan • Tsuruma • Yamato • Sakuragaoka • Kōza-Shibuya • Chōgo • Shōnandai • Mutsuai-Nichidai-mae • Zengyō • Fujisawa-Hommachi • Fujisawa • Hon-Kugenuma • Kugenuma-Kaigan • Katase-Enoshima |

| Verlauf der Tōkyū Den’entoshi-Linie |
| --- |
| Shibuya • Ikejiri-Ōhashi • Musashi-Koyama • Sangen-Jaya • Komazawa-daigaku • Sakura-shimmachi • Yōga • Futako-Tamagawa • Futako-Shinchi • Takatsu • Mizonokuchi • Kajigaya • Miyazakidai • Miyamaedaira • Saginuma • Tama-Plaza • Azamino • Eda • Ichigao • Fujigaoka • Aobadai • Tana • Nagatsuta • Tsukushino • Suzukakedai • Minami-Machida • Tsukimino • Chūō-Rinkan |

## Geschichte
Die Odawara Kyūkō Tetsudō (heutige Odakyū Dentetsu) eröffnete den Bahnhof am 1. April 1929 zusammen mit der gesamten Odakyū Enoshima-Linie. Zunächst trug er den Namen Chūō-Rinkantoshi (中央林間都市) und ermöglichte in den folgenden Jahren die Entstehung einer neuen Gartenstadt-Wohnsiedlung. Diese war von der Bahngesellschaft zum Zweck der Generierung von Fahrgastpotenzial geplant worden. Am 15. Oktober 1941 erfolgte die Umbenennung in Chūō-Rinkan. 1953 präsentierte die Tōkyū Dentetsu das Konzept der „Tama-Gartenstadt“, um die Suburbanisierung weiter voranzutreiben. Die Umsetzung dieses Plans, der auch den Bau neuer Bahnstrecken vorsah, dauerte drei Jahrzehnte. Am 9. April 1984 nahm die Tōkyū Dentetsu das westlichste Teilstück der Den’entoshi-Linie zwischen Tsukimino und Chūō-Rinkan in Betrieb, wodurch der Bahnhof zu einem Umsteigeknoten wurde.